# Kutchan, Hokkaidō
Kutchan (倶知安町 Kutchan-chō) là thị trấn thuộc huyện Abuta, phó tỉnh Shiribeshi, Hokkaidō, Nhật Bản. Tính đến ngày 1 tháng 10 năm 2020, dân số ước tính thị trấn là 15.129 người và mật độ dân số là 58 người/km2. Tổng diện tích thị trấn là 261,24 km2.

## Địa lý

### Đô thị lân cận
- Phó tỉnh Shiribeshi
  - Huyện Abuta: Kyōgoku, Niseko
  - Huyện Isoya: Rankoshi
  - Huyện Iwanai: Kyōwa
  - Huyện Yoichi: Niki, Akaigawa
  - Huyện Abuta: Kimobetsu, Makkari.